# Laßnitzer Volksschauspiele
Die Laßnitzer Volksschauspiele werden in unregelmäßigen, mehrjährigen Abständen aufgeführt. Wann die Spiele entstanden sind und wer sie verfasst hat, ist nicht bekannt, jedoch ist bekannt, dass die Ursprünge der Volksschauspiele in der Liturgie und im mittelalterlichen Mysteriendrama liegen. Besonderheiten in der Vortragsart sind, dass die Stücke in alter Mundart in Prosa oder Reimform und häufig als Lied vorgetragen werden, wobei Gestik und Mimik weitestgehend vorgegeben sind. 2016 wurden die Laßnitzer Volksschauspiele in das Österreichische Verzeichnis des Immateriellen Kulturerbes aufgenommen.

## Merkmale von Volksschauspielen
Volksschauspiele haben sich aus den mittelalterlichen Mysterienspielen entwickelt und zeigen christliche Geschichten aus Heiligenlegenden oder heiligen Schriften. Die wichtigsten Merkmale der früheren Volksschauspiele, die in Wirts- oder Bauernstuben vorgeführt wurden, wurden von den Laßnitzer Volksschauspielen beibehalten. Es wird ein einfacher Vorhang als Kulisse verwendet und Bühnenbilder und Requisiten werden sparsam genutzt, aber auch das Schauspiel wird auf das einfache Vortragen der Verse beschränkt.

## Entwicklung der Volksschauspiele
Wann die Spiele entstanden sind, ist nicht belegt. Erst wurden die Texte der Stücke nur mündlich weitergegeben. Dies änderte sich erst, als im 19. Jahrhundert die allgemeine Schulpflicht in der bäuerlichen Bevölkerung durchgesetzt wurde. Ursprünglich wurden die Stücke in Stuben von Bauernhöfen aufgeführt, dementsprechend wechselte der Veranstaltungsort ständig. Ab 1967/68 wurde der Gemeindesaal zum Schauplatz. Es ist Tradition, dass die Spielleiter Aufzeichnungen über ihre Vorgänger machen. Raphael Bacher jun., der aktuelle Spielleiter, hat die Position seit 1990 inne.

## Aktuelle Aktivitäten
Heute werden in Laßnitz noch 5 Volksschauspiele aufgeführt. "Spiel vom reichen Prasser und dem armen Lazarus", "Schäferspiel", "Paradiesspiel", "Hirtenspiel" und "Genovevaspiel". Die Aufführungen folgen einem bestimmten Zeitzyklus, es wird alle drei Jahre ein Spiel inszeniert, zur Zeit um Weihnachten und Neujahr. Jedes Spiel wird nach ca. 10 Jahren erneut aufgeführt. Spielleiter ist Raphael Bacher, der immer mehr vor dem Problem steht, geeignete Darsteller zu finden. Grund dafür ist die beruflich bedingte Abwanderung.